# 菁灰蝶屬
菁灰蝶屬（學名：Cyaniriodes）是圓灰蝶亞科圓灰蝶族裡的一個屬，共有2兩個物種，分佈於東南亞。

## 型態
小型蝴蝶，展翅寬約25毫米。雄性翅面有金屬般藍色，外緣黑色，雌性顏色較暗淡，外緣褐色，體型較大；兩性翅底皆為淺灰色，配有棕色波浪紋。

## 物種
- 菁灰蝶 C. libna (Hewitson, 1869)
- 喜菁灰蝶 C. siraspiorum Schröder & Treadaway, 1979

## 腳註
1. ↑  Tree of Life Web Project. 2007. Cyaniriodes de Nicéville 1890. Version 19 May 2007 (temporary). http://tolweb.org/Cyaniriodes/106777/2007.05.19 （页面存档备份，存于） in The Tree of Life Web Project, http://tolweb.org/ （页面存档备份，存于） （英文）